# Profesionalen Obštinski Futbolen Klub Botev Vraca
Il Profesionalen Obštinski Futbolen Klub Botev Vraca (in bulgaro Професионален Общински Футболен Клуб Ботев Враца?), noto semplicemente come Botev Vraca (traslitterazione anglosassone Botev Vratsa) è una società calcistica bulgara con sede nella città di Vraca.  Milita nella Părva liga, la massima serie del campionato bulgaro di calcio.
Fondato nel 1921, ha subito vari cambi di denominazione nella sua storia.

## Storia
Il club fu fondato nel 1921, prendendo il nome dall'eroe nazionale bulgaro Hristo Botev.
Dopo aver vinto il campionato di seconda serie del 1963-1964, partecipò al campionato bulgaro di massima divisione tra il 1964-1965 e il 1989-1990, per un totale di 26 stagioni consecutive. Ottenne come miglior risultato un terzo posto nella stagione 1970-1971, che gli consentì di partecipare alla Coppa UEFA 1971-1972.
Nel 1983, inoltre, partecipò alla Coppa Piano Karl Rappan.
A causa dell'ultimo posto del 1989-1990, retrocesse in seconda serie. Nel 1994 andò incontro ad una nuova retrocessione, scendendo in terza serie. Tornato in seconda divisione nel 1998, retrocesse nuovamente al termine della stagione 2002-2003. Tra il 2008 e il 2011 vinse due campionati, ritornando in massima serie dopo 21 anni. Qui rimase solo per due anni, retrocedendo al termine della stagione 2012-2013. Una nuova promozione in massima serie fu centrata al termine della stagione 2017-2018.

## Strutture

### Stadio
Gioca le gare interne nello stadio Hristo Botev di Vraca (32 000 posti), edificato nel 1948. È intitolato a Hristo Botev.

## Palmarès

### Competizioni nazionali
- Campionato bulgaro di seconda divisione: 3

1963-1964, 2010-2011 (Girone Ovest), 2017-2018

### Altri piazzamenti
- Campionato bulgaro:

Terzo posto: 1970-1971
Semifinalista: 1924
- Coppa di Bulgaria:

Semifinalista: 1974-1975, 2024-2025

## Statistiche

### Partecipazione ai campionati
| Livello | Categoria                          | Partecipazioni | Debutto   | Ultima stagione | Totale |
| ------- | ---------------------------------- | -------------- | --------- | --------------- | ------ |
| 1º      | A Republikanska futbolna grupa     | 26             | 1964-1965 | 1989-1990       | 34     |
| 1º      | A Profesionalna Futbolna Grupa     | 8              | 2011-2012 | 2024-2025       | 34     |
| 2º      | B republikanska futbolna grupa     | 12             | 1958-1959 | 1999-2000       | 31     |
| 2º      | Vtora profesionalna futbolna grupa | 1              | 2000-2001 | 2000-2001       | 31     |
| 2º      | P"rva profesionalna futbolna liga  | 2              | 2001-2002 | 2002-2003       | 31     |
| 2º      | B profesionalna futbolna grupa     | 6              | 2009-2010 | 2017-2018       | 31     |
| 3º      | V AFG                              | 11             | 1994-1995 | 2008-2009       | 11     |

## Organico

### Rosa 2021-2022
Aggiornata al 20 febbraio 2022.
| N. |                        | Ruolo | Calciatore       |
| -- | ---------------------- | ----- | ---------------- |
| 2  | Bulgaria (bandiera)    | D     | Valeri Hristov   |
| 5  | Bulgaria (bandiera)    | D     | Kostadin Ničev   |
| 6  | Bulgaria (bandiera)    | C     | Antonio Georgiev |
| 9  | Portogallo (bandiera)  | A     | Carlos Djaló     |
| 10 | Bulgaria (bandiera)    | C     | Teodor Georgiev  |
| 11 | Bulgaria (bandiera)    | A     | Viktor Vasilev   |
| 14 | Paesi Bassi (bandiera) | A     | Anton Fase       |
| 15 | Bulgaria (bandiera)    | A     | Miroslav Marinov |
| 16 | Bulgaria (bandiera)    | C     | Martin Petkov    |
| 17 | Bulgaria (bandiera)    | C     | Čavdar Ivajlov   |
| 18 | Bulgaria (bandiera)    | D     | Ilija Milanov    |
| 20 | Francia (bandiera)     | A     | Mohamed Bentahar |
| 22 | Bulgaria (bandiera)    | D     | Diego Ferraresso |

| N. |                      | Ruolo | Calciatore         |
| -- | -------------------- | ----- | ------------------ |
| 23 | Bulgaria (bandiera)  | D     | Dimităr Iliev      |
| 24 | Bulgaria (bandiera)  | C     | Stefan Gavrilov    |
| 28 | Bulgaria (bandiera)  | A     | Krasimir Todorov   |
| 33 | Bulgaria (bandiera)  | P     | Hristo Georgiev    |
| 76 | Bulgaria (bandiera)  | P     | Krasimir Kostov    |
| 77 | Bulgaria (bandiera)  | D     | Martin Nikolov     |
| 88 | Bulgaria (bandiera)  | C     | Joan Baurenski     |
| 94 | Bulgaria (bandiera)  | A     | Julijan Nenov      |
|    | Colombia (bandiera)  | A     | Brayan Perea       |
|    | Colombia (bandiera)  | D     | Tomás Maya         |
|    | Guatemala (bandiera) | C     | José Pablo Grajeda |
|    | Brasile (bandiera)   | D     | Luiz Soares        |
|    | Colombia (bandiera)  | P     | Federico Barrios   |

### Rosa 2019-2020
| N. |                     | Ruolo | Calciatore       |
| -- | ------------------- | ----- | ---------------- |
| 1  | Bulgaria (bandiera) | P     | Hristo Mitov     |
| 4  | Bulgaria (bandiera) | D     | Angel Ljaskov    |
| 5  | Bulgaria (bandiera) | D     | Petko Ganev      |
| 6  | Bulgaria (bandiera) | C     | Daniel Gadžev    |
| 7  | Bulgaria (bandiera) | C     | Čavdar Ivajlov   |
| 8  | Bulgaria (bandiera) | C     | Dominik Jankov   |
| 9  | Bulgaria (bandiera) | A     | Daniel Genov     |
| 10 | Bulgaria (bandiera) | A     | Petăr Atanasov   |
| 11 | Bulgaria (bandiera) | D     | Andreas Vasev    |
| 18 | Bulgaria (bandiera) | D     | Ilija Milanov    |
| 19 | Bulgaria (bandiera) | C     | Ivajlo Mihajlov  |
| 21 | Bulgaria (bandiera) | C     | Miroslav Marinov |
| 22 | Bulgaria (bandiera) | C     | Ljudmil Jotov    |

| N. |                     | Ruolo | Calciatore                |
| -- | ------------------- | ----- | ------------------------- |
| 23 | Bulgaria (bandiera) | C     | Vladislav Uzunov          |
| 24 | Francia (bandiera)  | C     | Alassane N'Diaye          |
| 28 | Bulgaria (bandiera) | C     | Hristo Zlatinski          |
| 30 | Bulgaria (bandiera) | A     | Valeri Domovčijski        |
| 33 | Bulgaria (bandiera) | P     | Krasimir Kostov           |
| 34 | Bulgaria (bandiera) | P     | Stamen Bojadžiev          |
| 37 | Bulgaria (bandiera) | D     | Vencislav Kerčev          |
| 38 | Bulgaria (bandiera) | D     | Dejan Ivanov              |
| 81 | Bulgaria (bandiera) | D     | Atanas Zehirov            |
| 88 | Brasile (bandiera)  | C     | Tom                       |
|    | Grecia (bandiera)   | C     | Nikos Katharios           |
|    | Serbia (bandiera)   | D     | Aleksandar Stanisavljević |
|    | Brasile (bandiera)  | A     | David Ribeiro             |